# Bosc Estatal de la Castellana
El Bosc Estatal de la Castellana (en francès, oficialment, Forêt Domaniale de La Castellane) és un bosc dels termes comunals d'Eus, Campome, Molig i Mosset, a la comarca del Conflent, de la Catalunya del Nord.
El bosc, de 1.057 hectàrees, està situat a la vall de la Castellana en la seva part més extensa. Està subdividit en dotze sectors diferents, separats geogràficament, al llarg de les comunes abans esmentades. El sector més gran és el del nord-est, íntegrament dins del terme d'Eus, principalment a l'entorn del poble abandonat de Coma. Més a ponent, entre Coma i Molig hi ha cinc petits sectors més, repartits entre aquests dos termes. El segon sector més gran és el de l'extrem de ponent, íntegrament en terme de Mosset, i plenament en la vall de la Castellana, al sud-est del quan hi ha quatre petits sectors més en terme de Mosset i un en el de Campome.
El bosc està sotmès a una explotació gestionada per l'Office National des Forêts (ONF); la propietat del bosc és de l'estat francès, ja que procedeix d'antigues propietats reials. Té el codi identificador de l'ONF F16246V.